# Décembre 1918

## Événements
- La CGT, jusqu’alors hostile à toute nationalisation, inscrit dans son plan de décembre 1918 la revendication immédiate d’une « nationalisation industrialisée » des chemins de fer français.
- Clemenceau et Lloyd George se rencontrent et s'entendent pour un nouveau partage des responsabilités au Proche-Orient. La France accepte que la Palestine ne soit pas internationalisée et passe sous l'influence de la Grande-Bretagne. Elle lui cède également la région de Mossoul, mais en échange obtient une participation à l'exploitation du pétrole de Mésopotamie. Clemenceau reste ferme sur la présence française en Syrie.
- Les Britanniques organisent en Mésopotamie une consultation populaire dont les questions sont clairement dirigées en faveur de la constitution d'un État arabe sous contrôle britannique et dirigé par un émir. Dans le sud, sous l'influence des notables religieux chiites, la présence britannique est refusée et les populations réclament un État arabe s'étendant de Mossoul à Bassorah et dirigé par un roi arabe musulman. Les populations sunnites, essentiellement urbaines, revendiquent un État arabe qui pourrait être inclus dans une confédération régionale.

- 1er décembre :
  - Résolutions d'Alba Julia prévoyant l'union de la Transylvanie à la Roumanie sur les bases d'un État démocratique dans les frontières tracés par la Conférence de la paix. "Grande unification" de la Roumanie.
  - Pierre Ier de Serbie, devient roi des Serbes, des Croates et des Slovènes (future Yougoslavie).
  - L'Acte d'union unit le Danemark et l'Islande sous l'autorité d'un même roi. L'Islande devient un État autonome, en union personnelle avec le royaume de Danemark.

- 9 décembre : l’Alsace-Lorraine est restituée à la France.

- 13 décembre : arrivée en France du président américain Woodrow Wilson.

- 14 décembre :
  - Gouvernement Ion I. C. Brătianu en Roumanie.
  - Portugal : assassinat de Sidónio Pais. Guerre civile dans le nord
  - Royaume-Uni : victoire électorale de la coalition de libéraux et de conservateurs menée par Lloyd George : 478 élus (144 libéraux, 334 conservateurs) face à 28 libéraux dissidents (Asquith) et 63 travaillistes. Les 73 députés nationalistes élus en Irlande refusent de siéger à Westminster au nom du Home Rule et s'autoproclament « Parlement d'Irlande ». Ils désignent le chef du Sinn Féin, Éamon de Valera, comme « Président de la République ».

- 17 décembre : Français et Arméniens occupent Adana, puis Marach, Antep (Gaziantep) et Urfa pour relever les Britanniques.

- 18 décembre : La France s'engage aux côtés des Armées blanches dans la guerre civile en Russie. Elle fait débarquer des troupes à Odessa.

- 24 décembre : 
  - le roi Ferdinand Ier de Roumanie promulgue un décret sanctionnant l'union de la Transylvanie au royaume de Roumanie;
  - le constructeur d'aéronefs Pierre Latécoère lance la ligne Latécoère entre Toulouse et Barcelone. Durée du trajet : 2 heures et 20 minutes. C'est la première étape du trajet France - Amérique du Sud que vise à terme Latécoère.

- 26 décembre : manifestations ouvrières à Bucarest. La police tire sur la foule, faisant plus de cent morts et de nombreux blessés

## Naissances
- 9 décembre : Alphonse Adam, résistant et fonctionnaire français fondateur du Front de la Jeunesse d'Alsace (FJA) († 15 juillet 1943).
- 11 décembre : Alexandre Soljénitsyne, écrivain russe († 3 août 2008).
- 18 décembre : Pierre Desgraupes, journaliste et homme de télévision français († 17 août 1993).
- 20 décembre : 
  - Achiel Buysse, coureur cycliste belge († 23 juillet 1984).
  - Jean Marchand, syndicaliste et politicien canadien († 26 août 1988).
- 21 décembre : Kurt Waldheim, homme d'État autrichien († 14 juin 2007)
- 25 décembre : Anouar el-Sadate, président de l'Égypte († 6 octobre 1981).
- 30 décembre : Alfred Wellington Purdy (dit Al Purdy), poète canadien († 21 avril 2000).

## Décès
- 1er décembre : Félix de Vuillefroy-Cassini, artiste et entomologiste français (° 2 mars 1841).
- 2 décembre : Edmond Rostand, écrivain (° 1er avril 1868).
- 8 décembre : Azilda Marchand, Militante du droit des femmes.